# 挿頭丘駅
挿頭丘駅（かざしがおかえき）は、香川県綾歌郡綾川町畑田にある、高松琴平電気鉄道琴平線の駅である。駅番号はK11。
旧琴平電鉄が住宅・別荘地として開発した挿頭丘別荘地への最寄駅として開設された駅である。
2021年に地域応援サイト「生活ガイド.com」で募った「難読駅ランキング西日本編」で1位となった。

## 歴史
開業当初の駅舎は当時の阪急仁川駅を参考に、社長の大西虎之助が自ら設計したものであった。現在は駅舎は撤去されている。
切り通しの中に設けられたプラットホームに斜面の階段を下ってアクセスする構造で、障害者団体などから改善の要望が寄せられており、エレベーターを設置する工事が行われて2024年（令和6年）3月30日に供用開始した。これに合わせて待合室も改良された。

### 年表
- 1926年（昭和元年）12月21日：琴平電鉄の駅として開業[3]。
- 1943年（昭和18年）11月1日：会社合併により高松琴平電気鉄道琴平線の駅となる。
- 2024年（令和6年）3月30日：エレベーターを設置して供用開始[2]。

## 駅構造

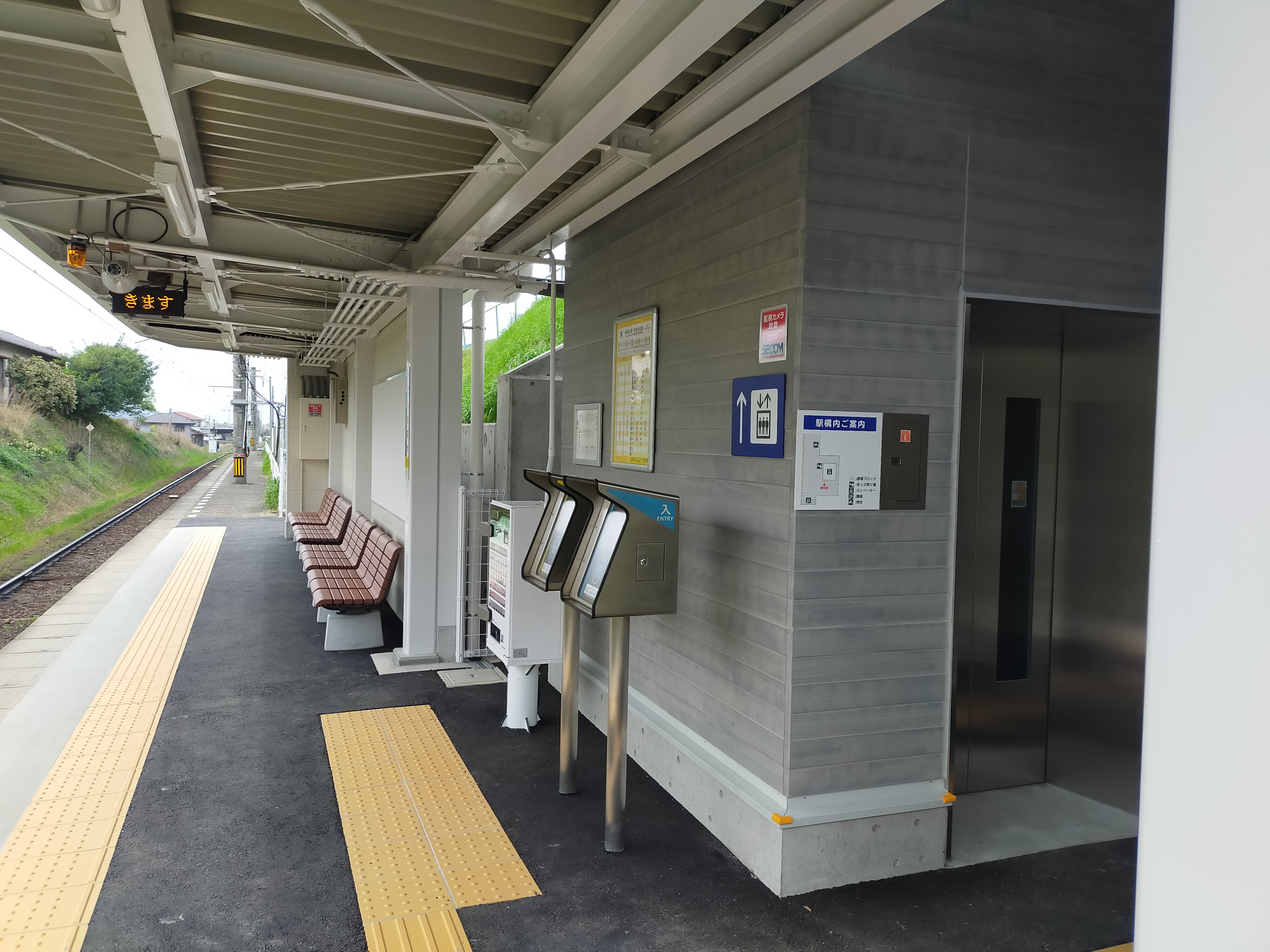
ホーム

単式ホーム1面1線を有する無人駅。線路は切り通しを走り、挿頭丘周辺からは確認することが難しい。
2024年3月に駅のリニューアル工事が完了。バリアフリー化のためエレベーターが設置されたほか、防犯カメラが設置され、待合所も改修された。円座駅と同タイプの自動券売機が設置されている。便所はない。
シーズンが来ると、ホームの対面の傾斜面にたくさんの水仙の花が咲く。

## 利用状況
2001年には、1日あたり716人の利用者数があったが、2020年には296人/日の利用まで減少している。
| 1日乗降人員推移 | 1日乗降人員推移 |
| 年度            | 1日平均人数     |
| --------------- | --------------- |
| 2011年          | 465             |
| 2012年          | 433             |
| 2013年          | 431             |
| 2014年          | 398             |
| 2015年          | 397             |
| 2016年          | 400             |
| 2017年          | 378             |
| 2018年          | 383             |
| 2019年          | 374             |
| 2020年          | 296             |

## 駅周辺
- 香川県道282号高松琴平線
- 国道32号
- 軽自動車検査協会香川主管事務所
- 昭和郵便局
- 綾川町立昭和北保育所
- 香川トヨタ自動車ルート32中央店
- トヨタL&F香川
- 綾川町営バス（畑田・千疋線）かざし丘駅前バス停

## 隣の駅
高松琴平電気鉄道
■琴平線
岡本駅（K10） - 挿頭丘駅（K11） - 畑田駅（K12）

## 画像
写真はいずれもリニューアル前

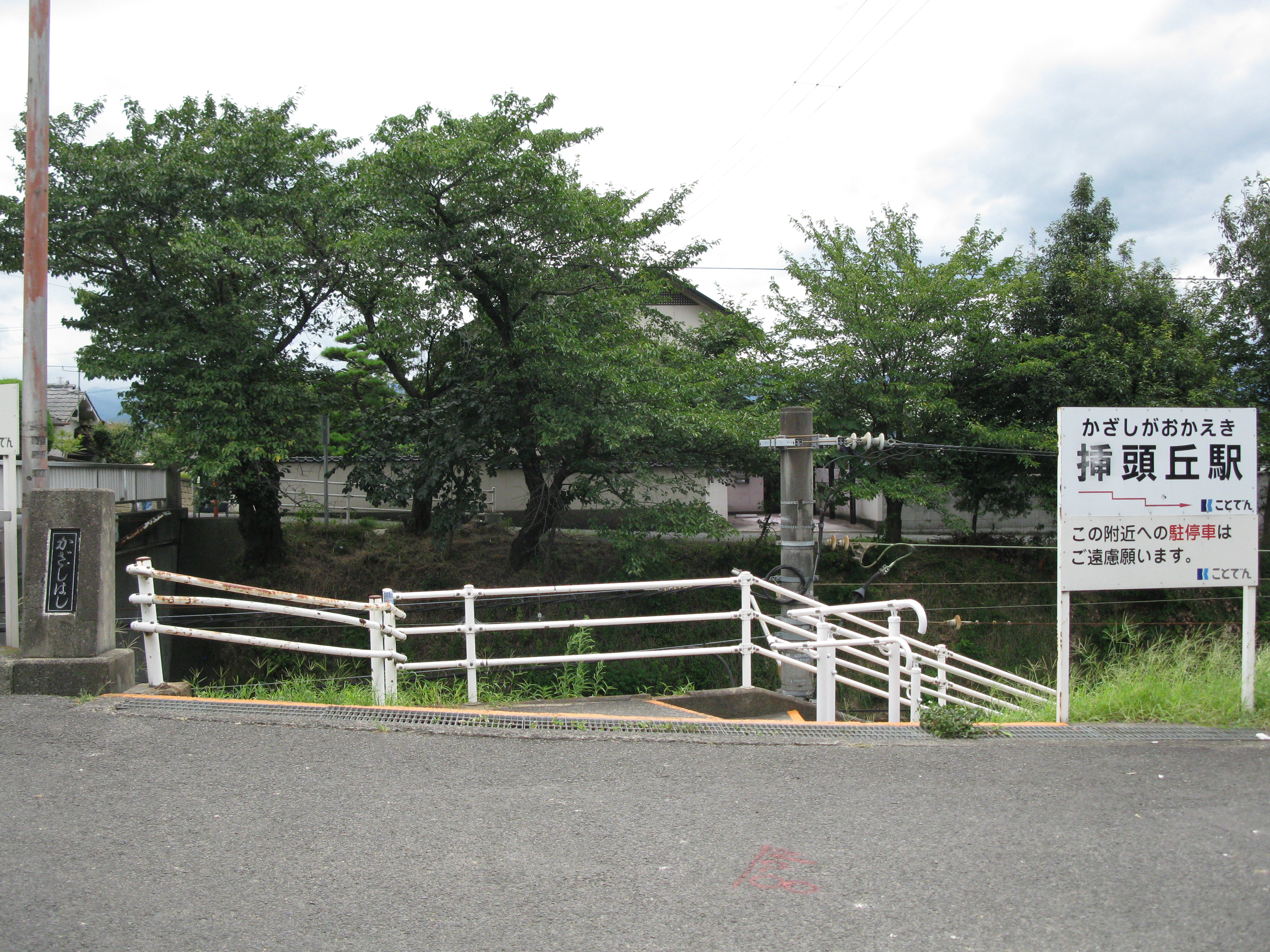
駅入り口　左手に跨線橋
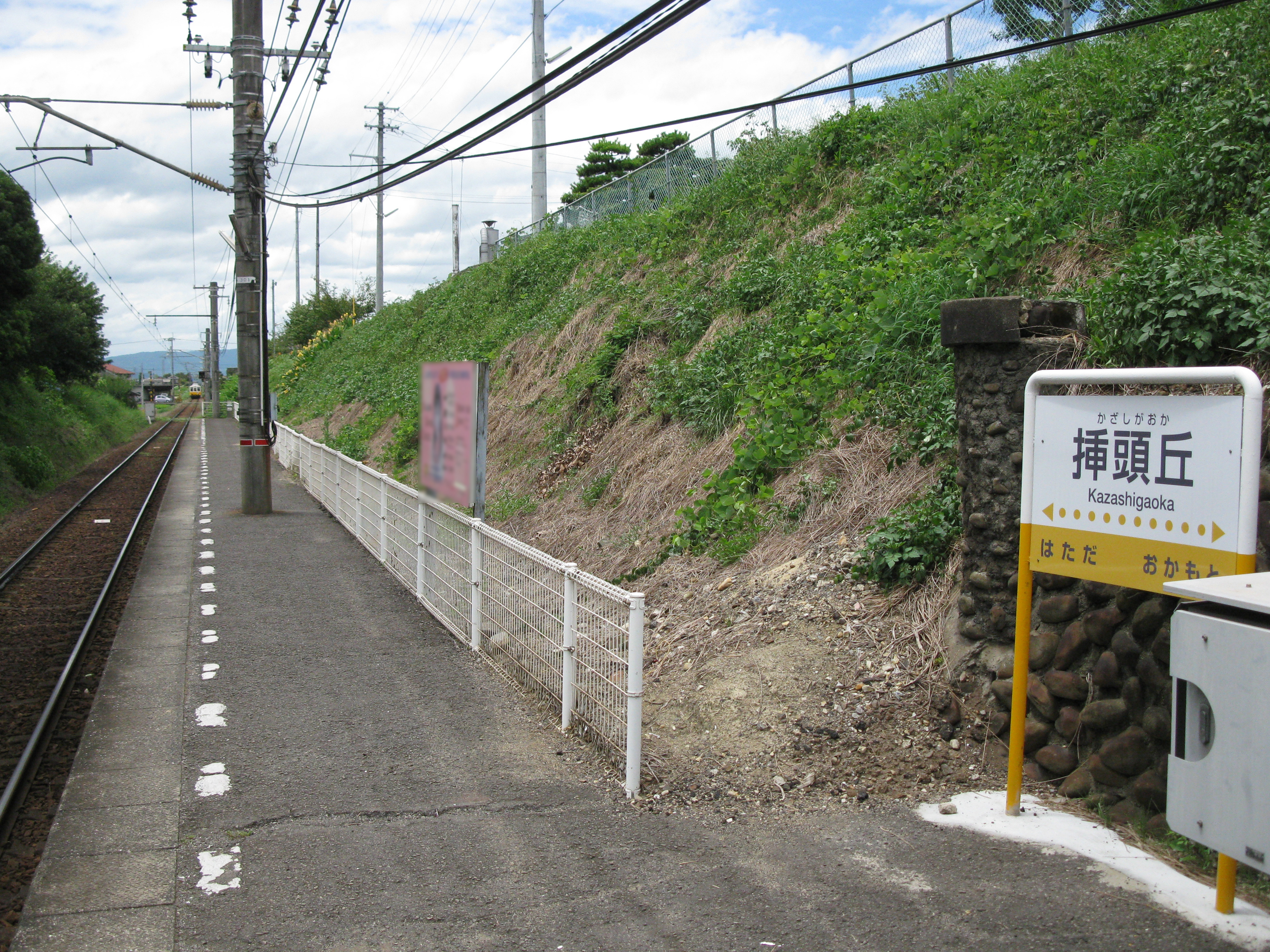
ホーム　岡本方より
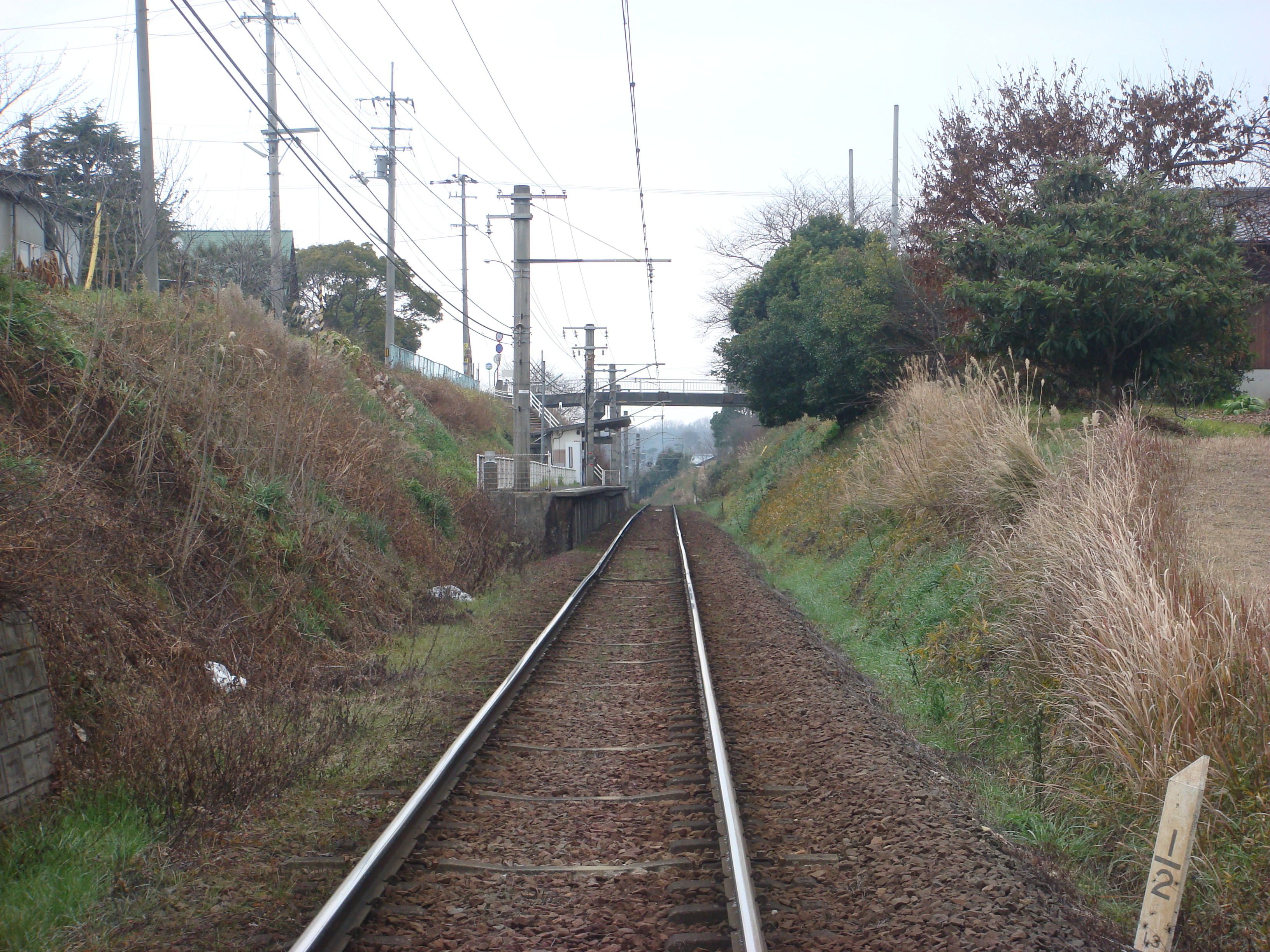
畑田方より　駅遠景
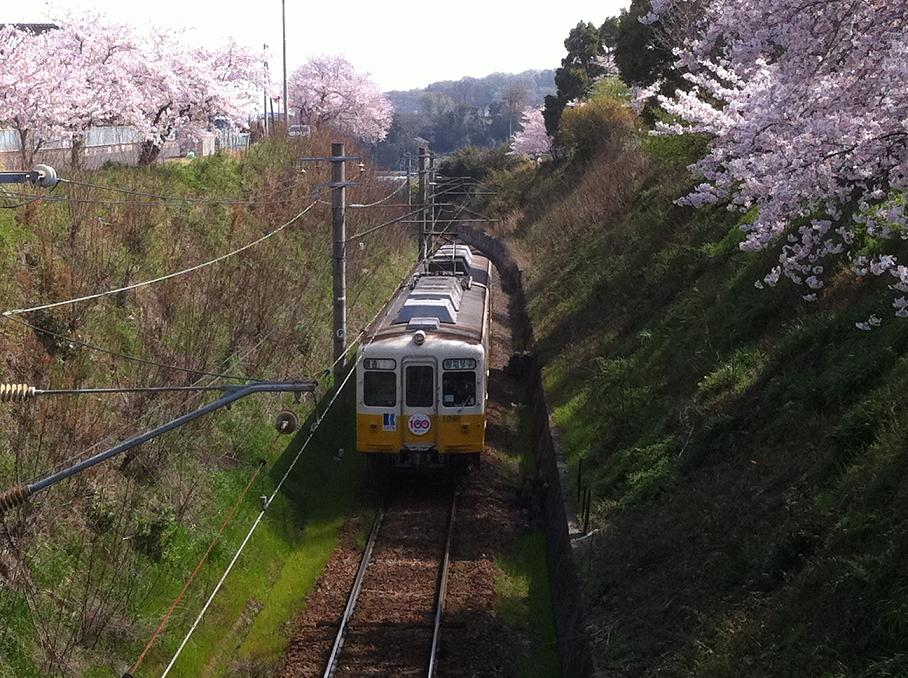
岡本方跨線橋より入線してくる電車を撮影（2011年4月）
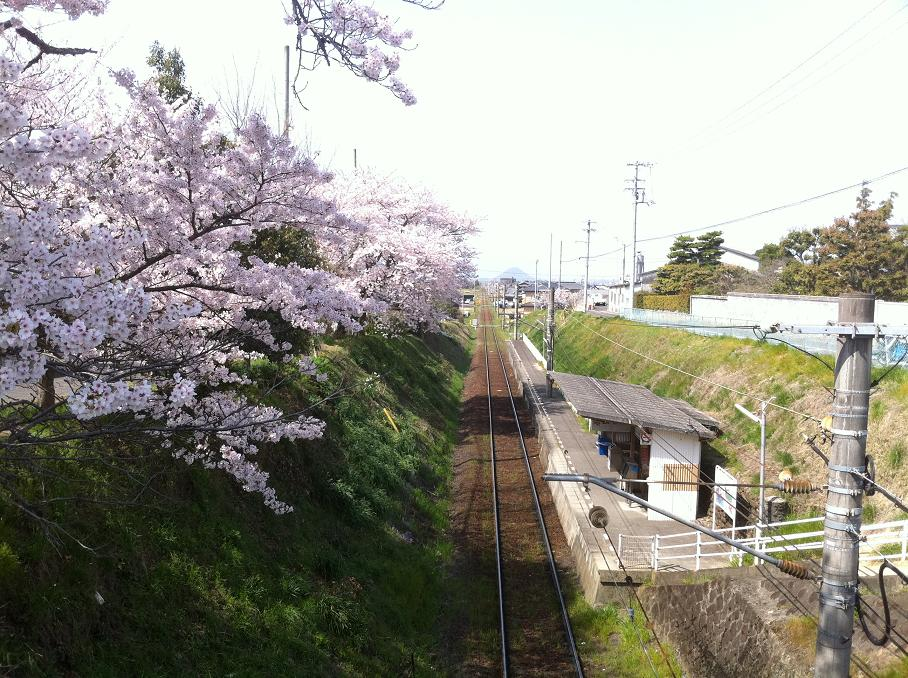
岡本方より　駅遠景（2011年4月）
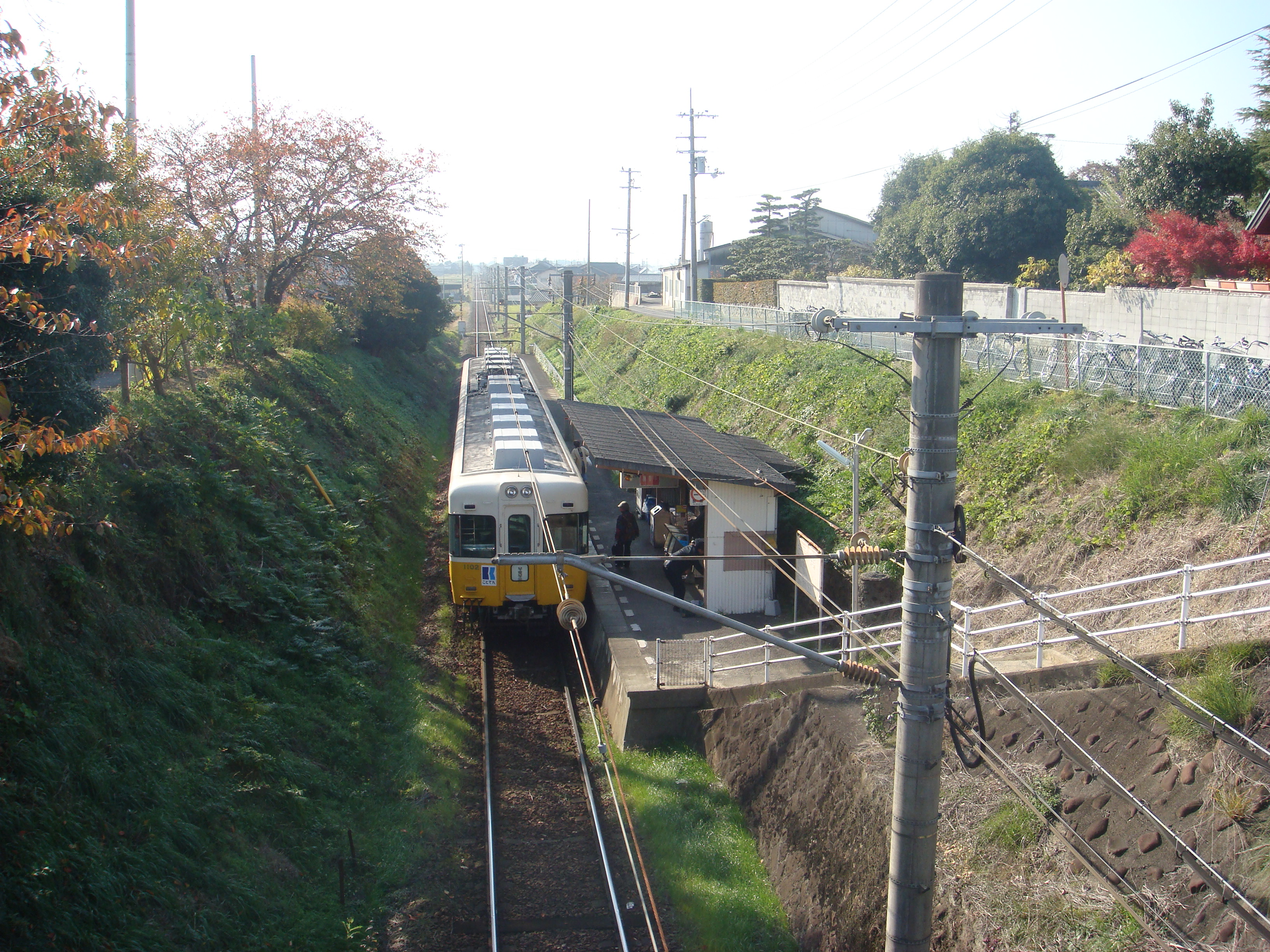
岡本方跨線橋より撮影